# Christine Bjerendal
Christine Louise Bjerendal, född 3 februari 1987 i Lindome, är en svensk bågskytt som deltagit i sommar-OS i London 2012 och i Rio de Janeiro 2016. Hon är dotter till Göran Bjerendal som deltog i de olympiska bågskyttetävlingarna 1980, 1984, 1988 och 1996.

## Meriter

### OS

#### Olympiska sommarspelen 2012
| Idrottare           | Gren         | Rankningsomgång | Rankningsomgång | Första omgången        | Sextondelsfinal      | Åttondelsfinal       | Kvartsfinal          | Semifinal            | Final                | Final |
| Idrottare           | Gren         | Resultat        | Seed            | Motståndare Resultat   | Motståndare Resultat | Motståndare Resultat | Motståndare Resultat | Motståndare Resultat | Motståndare Resultat | Plac. |
| ------------------- | ------------ | --------------- | --------------- | ---------------------- | -------------------- | -------------------- | -------------------- | -------------------- | -------------------- | ----- |
| Christine Bjerendal | Individuellt | 625             | 49              | R Hayakawa (JPN) F 4–6 | Avancerade inte      | Avancerade inte      | Avancerade inte      | Avancerade inte      | Avancerade inte      | =33   |

#### Olympiska sommarspelen 2016
| Idrottare           | Gren         | Rankningsomgång | Rankningsomgång | Första omgången        | Sextondelsfinal        | Åttondelsfinal       | Kvartsfinal          | Semifinal            | Final                | Final |
| Idrottare           | Gren         | Resultat        | Seed            | Motståndare Resultat   | Motståndare Resultat   | Motståndare Resultat | Motståndare Resultat | Motståndare Resultat | Motståndare Resultat | Plac. |
| ------------------- | ------------ | --------------- | --------------- | ---------------------- | ---------------------- | -------------------- | -------------------- | -------------------- | -------------------- | ----- |
| Christine Bjerendal | Individuellt | 611             | 47              | Ana Rendón (COL) V 6–2 | Kang Un-ju (PRK) F 2–6 | Avancerade inte      | Avancerade inte      | Avancerade inte      | Avancerade inte      | =17   |

### VM
2011: 33:a tavla

### EM
- 2010: 17:e tavla, 9:a team
- 2012: 17:e tavla, 9:a team

### Världscupen
2011: 25:a WC1